# Литтелтон, Чарльз Джордж, 8-й виконт Кобэм
Чарльз Джордж Литтелтон, 8-й виконт Кобэм (англ. Charles George Lyttelton, 8th Viscount Cobham; 27 октября 1842 — 9 июня 1922) — британский пэр и либеральный политик из семьи Литтелтон. Он был известен как лорд Литтелтон с 1876 по 1889 год.

## Биография
Родился 27 октября 1842 года в Хагли-парке, Вустершир, Англия. Старший сын Джорджа Уильяма Литтелтона, 4-го барона Литтелтона (1817—1876), и Мэри Глинн (1813—1857). Младший брат — Альфред Литтелтон.
Он получил образование в Итонском колледже (1852—1860) и Тринити-колледже в Кембридже, получив степень бакалавра искусств в 1864 году и степень магистра искусств в 1867 году.
Чарльз Литтелтон заседал в Палате общин Великобритании от Восточного Вустершира (1868—1874). Помимо своей парламентской карьеры он также служил верховным шерифом Бьюдли.
19 апреля 1876 года после смерти своего отца Чарльз Литтелтон унаследовал титул 5-го барона Литтелтона в графстве Вустершир (Пэрство Великобритании) и 5-го барона Уэсткота из Баллимора в графстве Лонгфорд (Пэрство Ирландии) и 11-го баронета Литтелтона, став членом Палаты лордов Великобритании.
26 марта 1889 года после смерти своего дальнего родственника, Ричарда Темпл-Ньюджент-Бриджес-Чандос-Гренвилла, 3-го герцога Бекингема и Чандоса (1823—1889), Чарльз Литтелтон унаследовал титулы 8-го виконта Кобэма и 8-го барона Кобэма из Кобэма в графстве Кент (Пэрство Великобритании).
Он происходил из семьи крикетистов: его отец, пять братьев, его сыновья и его внук — все играли в первоклассный крикет. Он сам сыграл 35 первоклассных матчей в 1861—1867 годах, в основном за Кембриджский университет. Правша, бэтсмен и защитник калитки, он набрал 1439 очков со средним показателем 27,15, включая 2 сотни. Лорд Кобэм был президентом Marylebone Cricket Club в 1886 году.
Виконт Кобэм был членом Теннисного комитета Крикетного клуба Мэрилебона, который отвечал за разработку стандартизированных правил для нового вида спорта — тенниса на траве. Эти унифицированные правила тенниса на траве были опубликованы в мае 1875 года.
С 2 марта 1898 года лорд Кобэм занимал должность «Почетного полковника» 1-го добровольческого, позднее 7-го батальона Вустерширского полка.
Попечитель Национальной портретной галереи, член Совета графства Вустершир, заместитель председателя Great Western Railway с 1890 по 1891 год, мировой судья и заместитель лейтенанта графства Вустершир.

## Личная жизнь

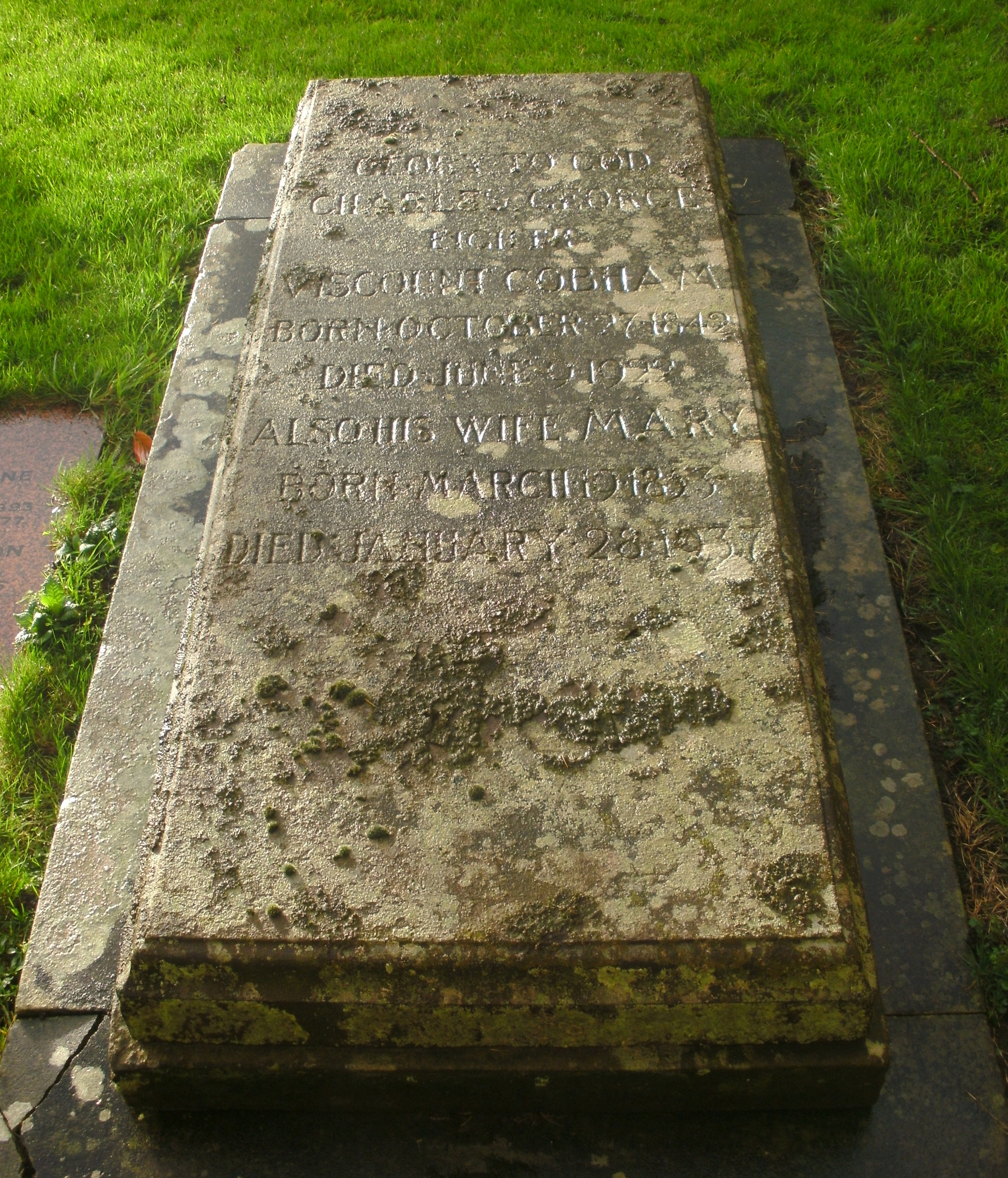
Церковь Святого Иоанна Крестителя в Хагли, могила Чарльза Литтелтона, 5-го барона Литтелтона и 8-го виконта Кобэма.

19 октября 1878 года в церкви Латимера Чарльз Литтелтон женился на достопочтенной Мэри Сьюзан Кэролайн Кавендиш (19 марта 1853 — 28 января 1937), дочери Уильяма Джорджа Кавендиша, 2-го барона Чешама, и и Генриетты Фрэнсис Ласселлес. У супругов было семеро детей:
- Достопочтенная Мод Мэри Литтелтон (22 июля 1880 — 22 июля 1953)[1], в 1908 году она вышла замуж за Хью Арчибальда Уиндема, сына Генри Уиндема , 2-го барона Леконфилда из Леконфилда
- Джон Кавендиш Литтелтон, 9-й виконт Кобэм (23 октября 1881 — 31 июля 1949), старший сын и преемник отца.
- Достопочтенный Джордж Уильям Литтелтон (6 января 1883 — 1 мая 1962). Был женат с 1919 года на Памеле Мэри Адин, от брака с которой у него было пятеро детей, среди них — джазовый трубач Хамфри Литтелтон
- Достопочтенная Фрэнсис Генриетта Литтелтон (11 июня 1885 — 20 января 1918)[1], в 1911 году она вышла замуж за достопочтенного Кристиана Генри Чарльза Геста, от брака с которым у неё был один сын.
- Преподобный Чарльз Фредерик Литтелтон (26 января 1887 — 3 октября 1931), в 1920 году он женился на Сибел Элеонор Мод адин, от брака с которой у него было двое сыновей.
- Достопочтенная Рейчел Беатрис Литтелтон (21 января 1892 — 26 августа 1965)[1], в 1919 году она вышла замуж за капитана сэра Уолтера Роберта Бьюкенена Ридделла, 12-го баронета, от брака с которым у неё было пятеро детей.
- Достопочтенный Ричард Глинн Литтелтон (16 октября 1893 — 3 октября 1977), в 1931 году она женился на Джудит Клайв, от бррака с которой у него было двое сыновей.

Виконт Кобэм скончался в июне 1922 года в возрасте 79 лет в Хагли-холле, Стаурбридж, Вустершир, Англия. Его титулы унаследовал его старший сын Джон.